# Hebbal, Shirhatti
Hebbal là một làng thuộc tehsil Shirhatti, huyện Gadag, bang Karnataka, Ấn Độ.